# Gaildorf
Gaildorf é uma cidade da Alemanha, no distrito de Schwäbisch Hall, na região administrativa de Estugarda, estado de Baden-Württemberg.